# FK Spartak Tambov
Maillots
Le Spartak Tambov (russe : «Спартак» Тамбов) est un club de football russe basé à Tambov fondé en 1960.
Il évolue en quatrième division russe depuis la saison 2023-2024.

## Histoire
Fondé en 1960, le club intègre directement la deuxième division soviétique avant d'être relégué en 1962. Il passe par la suite le plus clair de sa période soviétique en troisième division.
Après la dissolution de l'Union soviétique, le club est intégré dans la nouvelle troisième division russe en 1992, dont il est relégué en 1993. Après trois saisons en quatrième division, il retrouve le troisième échelon en 1997, où il évolue jusqu'à sa rétrogradation à l'issue de la saison 2012-2013 après la fin du financement du club par les autorités locales au profit du nouveau FK Tambov.
Après la faillite du FK Tambov en 2021, le Spartak est refondé lors de l'été 2022 et fait son retour dans le monde professionnel dans la foulée. 

## Bilan sportif

### Classements en championnat
La frise ci-dessous résume les classements successifs du club en championnat d'Union soviétique.
La frise ci-dessous résume les classements successifs du club en championnat de Russie.

### Bilan par saison
Légende
- Promotion en division supérieure
- Relégation en division inférieure

#### Période soviétique
| Saison | Championnat | Championnat | Championnat | Championnat | Championnat | Championnat | Championnat | Championnat | Championnat | Championnat | Coupe d'URSS    |
| Saison | Division    | Pos         | Pts         | J           | V           | N           | D           | BP          | BC          | Diff        | Coupe d'URSS    |
| ------ | ----------- | ----------- | ----------- | ----------- | ----------- | ----------- | ----------- | ----------- | ----------- | ----------- | --------------- |
| 1960   | 2e Russie 1 | 13e         | 22          | 30          | 8           | 6           | 16          | 34          | 53          | -19         | —               |
| 1961   | 2e Russie 3 | 9e          | 19          | 23          | 8           | 3           | 12          | 36          | 49          | -13         | Deuxième tour Q |
| 1962   | 2e Russie 2 | 13e         | 21          | 30          | 8           | 5           | 17          | 31          | 52          | -21         | Premier tour Q  |
| 1963   | 3e Russie 2 | 16e         | 18          | 32          | 5           | 8           | 19          | 24          | 57          | -33         | Deuxième tour Q |
| 1964   | 3e Russie 3 | 10e         | 30          | 30          | 10          | 10          | 10          | 26          | 32          | -6          | Premier tour Q  |
| 1965   | 3e Russie 3 | 12e         | 36          | 38          | 11          | 14          | 13          | 55          | 58          | -3          | —               |
| 1966   | 3e Russie 3 | 16e         | 26          | 34          | 7           | 12          | 15          | 28          | 43          | -15         | Deuxième tour Q |
| 1967   | 3e Russie 1 | 16e         | 24          | 34          | 7           | 10          | 17          | 37          | 46          | -9          | Deuxième tour Q |
| 1968   | 3e Russie 2 | 9e          | 40          | 38          | 13          | 14          | 11          | 47          | 40          | +7          | Deuxième tour Q |
| 1969   | 3e Russie 3 | 7e          | 37          | 34          | 15          | 7           | 12          | 43          | 36          | +7          | —               |
| 1970   | 4e Russie 2 | 17e         | 20          | 34          | 6           | 8           | 20          | 24          | 52          | -28         | —               |
| 1971   | 3e Zone 4   | 20e         | 25          | 38          | 7           | 11          | 20          | 24          | 40          | -161        | —               |
| 1972   | 3e Zone 4   | 13e         | 34          | 36          | 12          | 10          | 14          | 37          | 43          | -6          | —               |
| 1973   | 3e Zone 4   | 15e         | 22          | 34          | 10          | 7           | 17          | 35          | 61          | -26         | —               |
| 1974   | 3e Zone 4   | 17e         | 32          | 40          | 8           | 16          | 16          | 30          | 55          | -25         | —               |
| 1975   | 3e Zone 3   | 18e         | 28          | 38          | 10          | 8           | 20          | 35          | 50          | -15         | —               |
| 1976   | 3e Zone 4   | 20e         | 27          | 40          | 8           | 11          | 21          | 28          | 56          | -28         | —               |
| 1977   | 3e Zone 3   | 21e         | 25          | 40          | 8           | 9           | 23          | 36          | 60          | -24         | —               |
| 1978   | 3e Zone 3   | 22e         | 30          | 46          | 8           | 14          | 24          | 43          | 75          | -32         | —               |
| 1979   | 3e Zone 3   | 19e         | 39          | 48          | 16          | 7           | 25          | 51          | 69          | -18         | —               |
| 1980   | 3e Zone 1   | 5e          | 49          | 36          | 19          | 11          | 6           | 52          | 31          | +21         | —               |
| 1981   | 3e Zone 3   | 14e         | 25          | 34          | 8           | 9           | 17          | 24          | 43          | -19         | —               |
| 1982   | 3e Zone 1   | 4e          | 35          | 30          | 15          | 5           | 10          | 32          | 31          | +1          | —               |
| 1983   | 3e Zone 1   | 10e         | 27          | 30          | 10          | 7           | 13          | 33          | 43          | -10         | —               |
| 1984   | 3e Zone 1   | 12e         | 29          | 32          | 12          | 5           | 15          | 31          | 46          | -15         | —               |
| 1985   | 3e Zone 5   | 10e         | 29          | 30          | 10          | 9           | 11          | 32          | 42          | -10         | —               |
| 1986   | 3e Zone 5   | 4e          | 37          | 30          | 15          | 7           | 8           | 41          | 28          | +13         | —               |
| 1987   | 3e Zone 5   | 16e         | 21          | 34          | 9           | 3           | 22          | 20          | 56          | -36         | —               |
| 1988   | 3e Zone 3   | 5e          | 45          | 38          | 20          | 5           | 13          | 53          | 47          | +6          | Premier tour    |
| 1989   | 3e Zone 5   | 12e         | 43          | 42          | 18          | 7           | 17          | 47          | 43          | +4          | —               |
| 1990   | 4e Zone 5   | 5e          | 33          | 32          | 12          | 9           | 11          | 35          | 34          | +1          | —               |
| 1991   | 4e Zone 5   | 13e         | 45          | 42          | 19          | 7           | 16          | 57          | 49          | +8          | —               |

#### Période russe
| Saison    | Championnat  | Championnat  | Championnat  | Championnat  | Championnat  | Championnat  | Championnat  | Championnat  | Championnat  | Championnat  | Coupe de Russie |
| Saison    | Division     | Pos          | Pts          | J            | V            | N            | D            | BP           | BC           | Diff         | Coupe de Russie |
| --------- | ------------ | ------------ | ------------ | ------------ | ------------ | ------------ | ------------ | ------------ | ------------ | ------------ | --------------- |
| 1992      | 3e Zone 2    | 21e          | 18           | 42           | 4            | 10           | 28           | 30           | 83           | -53          | —               |
| 1993      | 3e Zone 3    | 16e          | 25           | 34           | 9            | 7            | 18           | 38           | 51           | -13          | Deuxième tour   |
| 1994      | 4e Zone 5    | 13e          | 23           | 32           | 8            | 7            | 17           | 28           | 44           | -16          | —               |
| 1995      | 4e Zone 5    | 4e           | 45           | 28           | 13           | 6            | 9            | 42           | 32           | +10          | Troisième tour  |
| 1996      | 4e Zone 5    | 1er          | 68           | 30           | 20           | 8            | 2            | 74           | 17           | +57          | Deuxième tour   |
| 1997      | 3e Ouest     | 5e           | 68           | 38           | 21           | 5            | 12           | 66           | 50           | +16          | Premier tour    |
| 1998      | 3e Centre    | 4e           | 74           | 40           | 20           | 14           | 6            | 67           | 38           | +29          | Deuxième tour   |
| 1999      | 3e Centre    | 7e           | 59           | 36           | 18           | 5            | 13           | 56           | 42           | +14          | Deuxième tour   |
| 2000      | 3e Centre    | 4e           | 65           | 38           | 19           | 8            | 11           | 49           | 31           | +18          | Troisième tour  |
| 2001      | 3e Centre    | 6e           | 65           | 38           | 19           | 8            | 11           | 58           | 46           | +12          | Troisième tour  |
| 2002      | 3e Centre    | 6e           | 57           | 38           | 17           | 6            | 15           | 53           | 51           | +2           | Deuxième tour   |
| 2003      | 3e Centre    | 7e           | 58           | 36           | 17           | 7            | 12           | 64           | 42           | +22          | Deuxième tour   |
| 2004      | 3e Centre    | 8e           | 41           | 32           | 11           | 8            | 13           | 47           | 54           | -7           | Troisième tour  |
| 2005      | 3e Centre    | 9e           | 46           | 34           | 14           | 4            | 16           | 35           | 36           | -1           | Quatrième tour  |
| 2006      | 3e Centre    | 13e          | 35           | 30           | 9            | 8            | 17           | 27           | 46           | -19          | Troisième tour  |
| 2007      | 3e Centre    | 10e          | 36           | 30           | 10           | 6            | 14           | 33           | 37           | -4           | Deuxième tour   |
| 2008      | 3e Centre    | 12e          | 38           | 34           | 11           | 5            | 18           | 34           | 46           | -12          | Deuxième tour   |
| 2009      | 3e Centre    | 9e           | 44           | 32           | 12           | 8            | 12           | 41           | 45           | -4           | Deuxième tour   |
| 2010      | 3e Centre    | 14e          | 26           | 30           | 6            | 8            | 16           | 28           | 42           | -14          | Deuxième tour   |
| 2011-2012 | 3e Centre    | 11e          | 43           | 39           | 11           | 10           | 18           | 46           | 58           | -12          | Troisième tour  |
| 2011-2012 | 3e Centre    | 11e          | 43           | 39           | 11           | 10           | 18           | 46           | 58           | -12          | Deuxième tour   |
| 2012-2013 | 3e Centre    | 15e          | 31           | 30           | 6            | 3            | 21           | 28           | 77           | -49          | Premier tour    |
| 2014-2021 | Club inactif | Club inactif | Club inactif | Club inactif | Club inactif | Club inactif | Club inactif | Club inactif | Club inactif | Club inactif | Club inactif    |
| 2022-2023 | 3e Groupe 3  | 18e          | 33           | 22           | 9            | 6            | 7            | 33           | 32           | +1           | 64es de finale  |
| 2023      | 4e Groupe 3  | en cours     | en cours     | en cours     | en cours     | en cours     | en cours     | en cours     | en cours     | en cours     | 128es de finale |